# Santa Marta de Tormes
Santa Marta de Tormes és un municipi de la província de Salamanca, a la comunitat autònoma de Castella i Lleó. Limita al nord amb Salamanca i Cabrerizos, a l'est amb Pelabravo i a l'oest amb Carbajosa de la Sagrada.

## Demografia
| 1991  | 1996  | 2001   | 2004   | 2005   | 2006   | 2007   |
| ----- | ----- | ------ | ------ | ------ | ------ | ------ |
| 6.817 | 9.392 | 11.195 | 12.749 | 13.175 | 13.602 | 14.010 |